# كيلينغلاي (كونيتيكت)
كيلينغلاي (بالإنجليزية: Killingly, Connecticut)‏ هي بلدة أمريكية تقع في الولايات المتحدة في كونيتيكت. يقدر عدد سكانها بـ 17,386 نسمة ومساحتها 129.5 كم2 وترتفع عن سطح البحر 137 متر.

## أعلام
- ويليام غاستون
- ألبرت يونغ
- تشارلز لويس تيفاني
- إيما كورتيس هوبكينز
- فرنسيس الكسندر
- تشارلز أديسون راسيل
- روث واليس